# Orange, Vaucluse

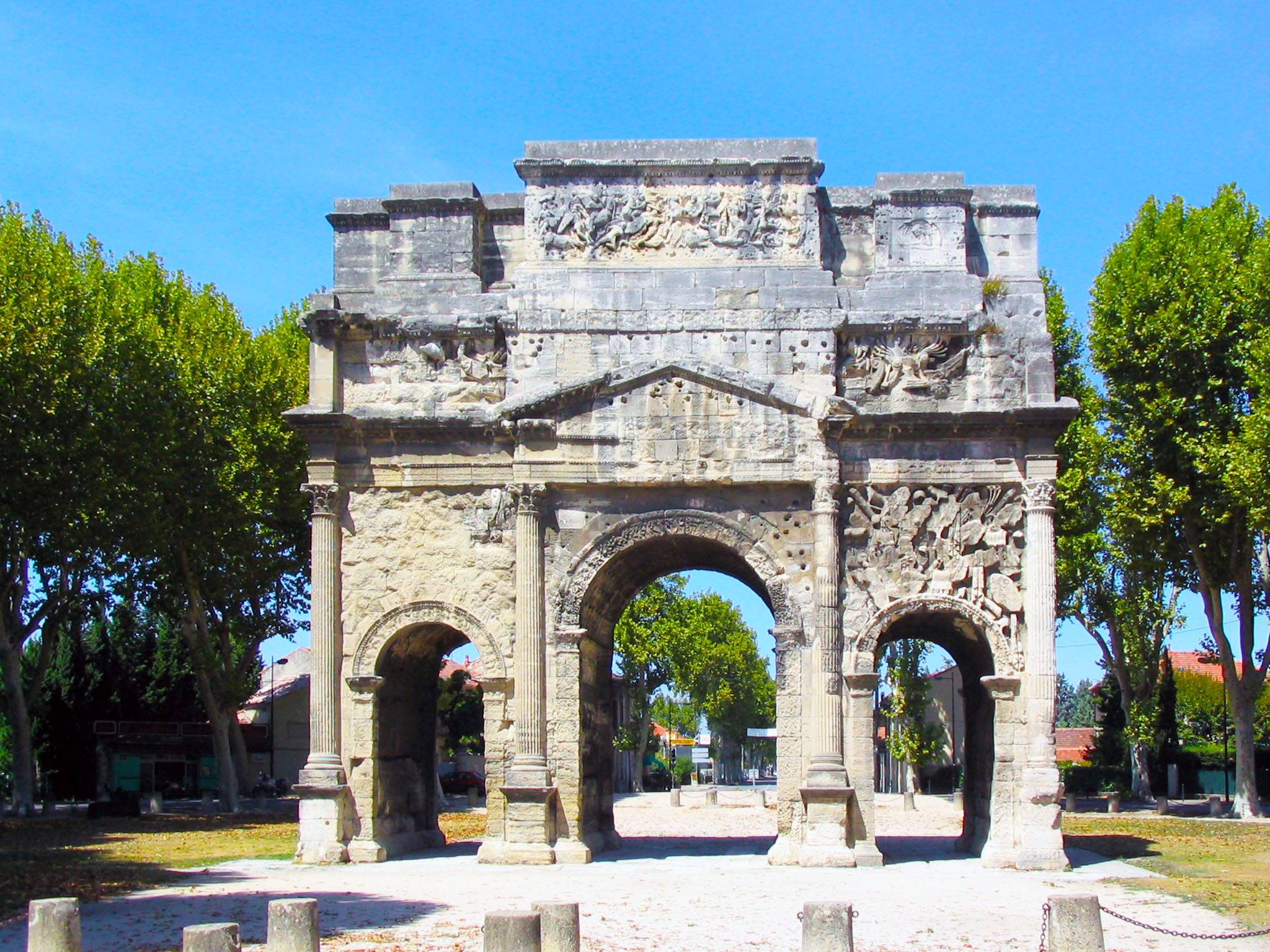
Khải hoàn môn Orange.

Orange (Provençal Occitan: Aurenja là một xã trong tỉnh Vaucluse thuộc vùng Provence-Alpes-Côte d’Azur ở đông nam nước Pháp. Xã này nằm ở khu vực có độ cao trung bình 50 mét trên mực nước biển.
Xã có cự ly khoảng 21 km về phía bắc Avignon. 
Orange La Mã được lập năm 35 trước Công nguyên bởi các cựu chiến binh của Lê dương thứ nhì.

## Kết nghĩa
Orange kết nghĩa với:
- Byblos, Liban, từ năm 2004
- Jarosław, Ba Lan, từ năm 2000 [1]
- Kielce, Ba Lan, từ năm 1992
- Rastatt, Đức, từ năm 1965
- Spoleto, Italia, từ năm 1981
- Vélez Rubio, Tây Ban Nha, từ năm 2004
- Vyškov, Cộng hòa Séc, từ năm 1964
- Weifang, Trung Quốc, từ năm 2004